# Killian Phillips
Killian Phillips (San Diego, 30 marzo 2002) è un calciatore irlandese, centrocampista del St. Mirren in prestito dal Crystal Palace.

## Biografia
Nato a San Diego, si è trasferito in Irlanda da bambino.

## Carriera

### Club
È cresciuto nel settore giovanile del Drogheda Utd, con cui ha debuttato il 20 aprile 2021 nell'incontro di Premier Division perso 1-0 contro lo Shamrock Rovers. Ha segnato il primo gol l'8 maggio seguente nella trasferta vinta 7-0 contro il Waterford United.
L'11 gennaio 2022 è stato acquistato dal Crystal Palace che lo ha assegnato alla propria formazione Under-23. Ha fatto il suo esordio in prima squadra il 23 agosto seguente giocanto titolare nel match di EFL Cup vinto 2-0 contro l'Oxford Utd. Il 29 dicembre è passato in prestito allo Shrewsbury Town fino a giugno. L'11 agosto 2023 è passato con la stessa formula al Wycombe, tornando quindi in Football League One. ma il 28 gennaio 2024 il prestito è stato interrotto e Phillips è andato all'Aberdeen fino al termine della stagione.
Il 21 agosto 2024 è stato prestato per la quarta volta, questa volta al St. Mirren.

### Nazionale
Ha giocato con le nazional giovanili irlandesi Under-20 ed Under-21.
Nel maggio 2025 viene convocato per la prima volta in nazionale maggiore, con cui ha esordito il 6 giugno del medesimo anno nell'amichevole pareggiata contro il Senegal (1-1).

## Statistiche

### Presenze e reti nei club
Statistiche aggiornate al 18 febbraio 2025.
| Stagione        | Squadra         | Campionato      | Campionato | Campionato | Coppe nazionali | Coppe nazionali | Coppe nazionali | Coppe continentali | Coppe continentali | Coppe continentali | Altre coppe | Altre coppe | Altre coppe | Totale | Totale | Totale |
| Stagione        | Squadra         | Comp            | Pres       | Reti       | Comp            | Pres            | Reti            | Comp               | Pres               | Reti               | Comp        | Pres        | Reti        | Pres   | Reti   |        |
| --------------- | --------------- | --------------- | ---------- | ---------- | --------------- | --------------- | --------------- | ------------------ | ------------------ | ------------------ | ----------- | ----------- | ----------- | ------ | ------ | ------ |
| 2021            | Drogheda Utd    | PD              | 30         | 2          | CI              | 0               | 0               | -                  | -                  | -                  | -           | -           | -           | 30     | 2      |        |
| 2022-gen. 2023  | Crystal Palace  | PL              | 0          | 0          | FACup+CdL       | 0+1             | 0               | -                  | -                  | -                  | -           | -           | -           | 1      | 0      |        |
| gen.-giu. 2023  | Shrewsbury Town | FL1             | 19         | 3          | FACup+CdL       | 1+0             | 0               | -                  | -                  | -                  | FLT         | 0           | 0           | 20     | 3      |        |
| 2023-gen. 2024  | Wycombe         | FL1             | 24         | 1          | FACup+CdL       | 2+1             | 1+0             | -                  | -                  | -                  | FLT         | 3           | 0           | 30     | 2      |        |
| gen.-giu. 2024  | Aberdeen        | SP              | 10         | 0          | CS+CdL          | 3+0             | 0               | -                  | -                  | -                  | -           | -           | -           | 13     | 0      |        |
| 2024-2025       | St. Mirren      | SP              | 23         | 2          | CS+CdL          | 2+0             | 0               | -                  | -                  | -                  | -           | -           | -           | 25     | 2      |        |
| Totale carriera | Totale carriera | Totale carriera | 105        | 8          |                 | 10              | 1               |                    | -                  | -                  |             | 3           | 0           | 118    | 9      |        |

### Cronologia presenze e reti in nazionale
| Cronologia completa delle presenze e delle reti in nazionale ― Irlanda | Cronologia completa delle presenze e delle reti in nazionale ― Irlanda | Cronologia completa delle presenze e delle reti in nazionale ― Irlanda | Cronologia completa delle presenze e delle reti in nazionale ― Irlanda | Cronologia completa delle presenze e delle reti in nazionale ― Irlanda | Cronologia completa delle presenze e delle reti in nazionale ― Irlanda | Cronologia completa delle presenze e delle reti in nazionale ― Irlanda | Cronologia completa delle presenze e delle reti in nazionale ― Irlanda |
| Data                                                                   | Città                                                                  | In casa                                                                | Risultato                                                              | Ospiti                                                                 | Competizione                                                           | Reti                                                                   | Note                                                                   |
| ---------------------------------------------------------------------- | ---------------------------------------------------------------------- | ---------------------------------------------------------------------- | ---------------------------------------------------------------------- | ---------------------------------------------------------------------- | ---------------------------------------------------------------------- | ---------------------------------------------------------------------- | ---------------------------------------------------------------------- |
| 6-6-2025                                                               | Dublino                                                                | Irlanda                                                                | 1 – 1                                                                  | Senegal                                                                | Amichevole                                                             | -                                                                      | 66’                                                                    |
| 10-6-2025                                                              | Lussemburgo                                                            | Lussemburgo                                                            | 0 – 0                                                                  | Irlanda                                                                | Amichevole                                                             | -                                                                      | 57’                                                                    |
| Totale                                                                 |                                                                        | Presenze                                                               | 2                                                                      |                                                                        | Reti                                                                   | 0                                                                      |                                                                        |